# Robinsonella densiflora
Robinsonella densiflora är en malvaväxtart som beskrevs av Paul Arnold Fryxell. Robinsonella densiflora ingår i släktet Robinsonella och familjen malvaväxter. Inga underarter finns listade i Catalogue of Life.